# Cedomil Lausic Glasinovic
Čedomil Lucas Laušić Glasinović (Punta Arenas, 16. srpnja 1946. – Peñalolén, 3. travnja 1975.), bio je čileanski agronom i prominentni član Pokreta revolucionarne ljevice (Movimiento de Izquierda Revolucionaria, MIR), čileanske marksističko-lenjinističke stranke i bivše ljevičarske gerilske organizacije.
Rodio se je u južnom čileanskom gradu Punta Arenasu u pokrajini Magallanesu 1946. godine. Sin je Antonija Laušića Parčine iz Kreševa kod Omiša i Jerke Glasinović Šimunović iz Obršja. Mlađi je brat Sergija Laušića Glasinovića.
Kao brojni mladi čileanski studenti njegova vremena, Cedomil Lucas politički se je aktivirao u jednoj od glavnih mladeških lijevih organizacija u Čileu iz druge polovice 1960-ih i početka 1970-ih - Pokretu revolucionarne ljevice. Diplomirao je agronomiju na čileanskom sveučilištu 1970. godine, a kratko poslije je zaposlio u poljodjelskim projektima koje je financirala čileanska vlada.
Ostao je u Čileu i nakon državnog udara u Čileu od 11. rujna 1973. godine, iako su brojni drugovi ubijeni ili prisilom nestali. Organizacija MIR je postala proskribirana i predmetom krajnje represije Pinochetove tajne policije, DINA-e.
3. travnja 1975. godine su ga uhitili DINA-ini agenti i priveli u zloglasnu Villu Grimaldi u Peñalolénu. Ondje su ga mučili električnom strujom i kundačili. Oni koji su vidjeli Lausica Glasinovica dok je bio u Villi Grimaldi svjedoče o incidentu koji ga je usmrtio. Govori se da je imao ispad ludila prije jedne od sesija mučenja te je pokušao pobjeći naočigled stražarima. Dok je pokušavao pobjeći, napao je DINA-ina agenta. Komešanje koje je izazvao u zatvoru je DINA-i dalo mogućnost napraviti primjer od njega pred njegovim drugovima i svim inim političkim zatvorenicima u Villi Grimaldi. Govori se da je Lausic Glasinovic, koji je bio visok, mlad i skladno građen, bio odveden u sobu gdje su mu drugovi bili prisiljeni skupiti se i gledati kako ga skupina DINA-inih mučitelja premlaćuje lancima sve dok mu tijelo nije bilo krvarilo, islomljeno te je pao u nesvijest. Ostavili su ga s drugovima u takvom kritičnom stanju, u agoniji, dok mu je tijelo bilo slomljeno, puno modrica i iskrvavljeno. U mučionici mu poslije nisu pružili nikakvi medicinski tretman te je umro sam u samici nekoliko dana poslije.
Mučionica gdje je ubijen je poslije zatvorena i prenamijenjena u spomen-dom žrtvama Pinochetova režima. Ime Cedomila Lausica Glasinovica nalazi se na Zidu imena u Parku za mir kod Ville Grimaldi.
Danas jedna ulica u Punta Arenasu nosi njegovo ime (križa se s ulicom Estebana Capkovica Marinica, u predjelu Población Cardenal Silva Henríquez.